# عبد الله مانسالي
عبد الله مانسالي (بالإنجليزية: Kenny Mansally)‏ (27 يناير 1989 ببانجول في غامبيا - ) هو لاعب كرة قدم غامبي في مركز الهجوم. شارك مع منتخب غامبيا تحت 17 سنة لكرة القدم ومنتخب غامبيا تحت 20 سنة لكرة القدم ومنتخب غامبيا لكرة القدم. أما مع النوادي، فقد لعب مع ريال سالت ليك ونيو إنجلاند ريفولوشن وهيوستن دينامو وريال دي بانجول ‏.

## وصلات خارجية
- عبد الله مانسالي على موقع الاتحاد الدولي (مؤرشف)  (الإنجليزية)
- عبد الله مانسالي على موقع الدوري الأمريكي (الإنجليزية)
- عبد الله مانسالي على موقع قاعدة بيانات كرة القدم.إي يو (الإنجليزية)
- عبد الله مانسالي على موقع ناشيونال فوتبول تيمز (الإنجليزية)
- عبد الله مانسالي على موقع AS.com (الإسبانية)

لم يتم العثور على روابط لمواقع التواصل الاجتماعي.